# جواز سفر يوغوسلافي
صدر جواز السفر اليوغوسلافي لمواطني جمهورية يوغوسلافيا الاتحادية الاشتراكية لغرض السفر الدولي. حظي جواز السفر اليوغوسلافي بتقدير كبير ويمكن حامله من العثور على وظائف بين الشركات الأوروبية التجارية وشرق والبلدان الأخرى التي يتجه المهاجرين.

## روابط خارجية
- صور من جواز السفر اليوغوسلافي 1977